# Art moghol
L'art moghol est l'art produit en Inde sous la dynastie des grands Moghols, c'est-à-dire entre 1528 et 1858. Il se manifeste à la fois dans l'architecture, l'art du livre et la fabrication d'objets d'art en pierre dure, en bois et en métal principalement.
Pour le vocabulaire spécifique lié à cet article, voir glossaire de l'art moghol

## Histoire

### La conquête de l'Inde sous Bâbur et Humayun
L'histoire des grands Moghols commence à Samarcande, avec la dynastie timouride. En effet, le premier souverain de cette dynastie, Bâbur, est un turc chaghatay, fils d'un prince timouride de la Ferghana. S'affirmant descendant direct de Timur par son père, et de Gengis Khan par sa mère, il accède au pouvoir à onze ans, en 1483, mais finit par être chassé de sa province natale alors qu'il tente de conquérir la ville de Samarcande. Il se fixe à Kaboul après la mort du roi de la ville en 1504 et peu après, à l'occasion du décès du souverain de Herat, il prend le titre de Padshah, ce qui signifie à peu près « souverain universel ». Il se trouve en effet être le plus puissant prince timouride existant, mais la prise d'importance des Ouzbeks le tourmente.
Dès 1512, Bâbur tourne ses regards vers l'Inde. Assurant ses arrières par la prise de Kandahar, il parvient, en utilisant l'artillerie, élément inconnu des Indiens, à vaincre ceux-ci lors de deux grandes batailles : celle de Panipat en 1526 sur les Lôdis et celle de Kânwâ, en 1527 sur les Rajputs. S'installant l'année suivante à Agra, il y constitue une cour brillante, mais décède en 1530, à l'âge de 47 ans. Il lègue à son fils aîné Humayun un pouvoir encore fragile, un trésor des plus réduits et déjà, des problèmes de drogue et d'alcoolisme qui mineront tous les souverains de la dynastie.
Personnage assez indécis, quoique expérimenté dans l'art de la guerre, Humayun subit les attaques de ses deux frères et finit par être chassé par l'afghan Shîr Shâh. Réfugié à la cour safavide de Shah Tahmasp, Humayun parvient finalement à reprendre Delhi en 1555 grâce au soutien militaire et financier de celui-ci. Sa victoire sera de courte durée, puisqu'il meurt accidentellement en 1556.

### Le règne d'Akbar: l'apogée des grands moghols

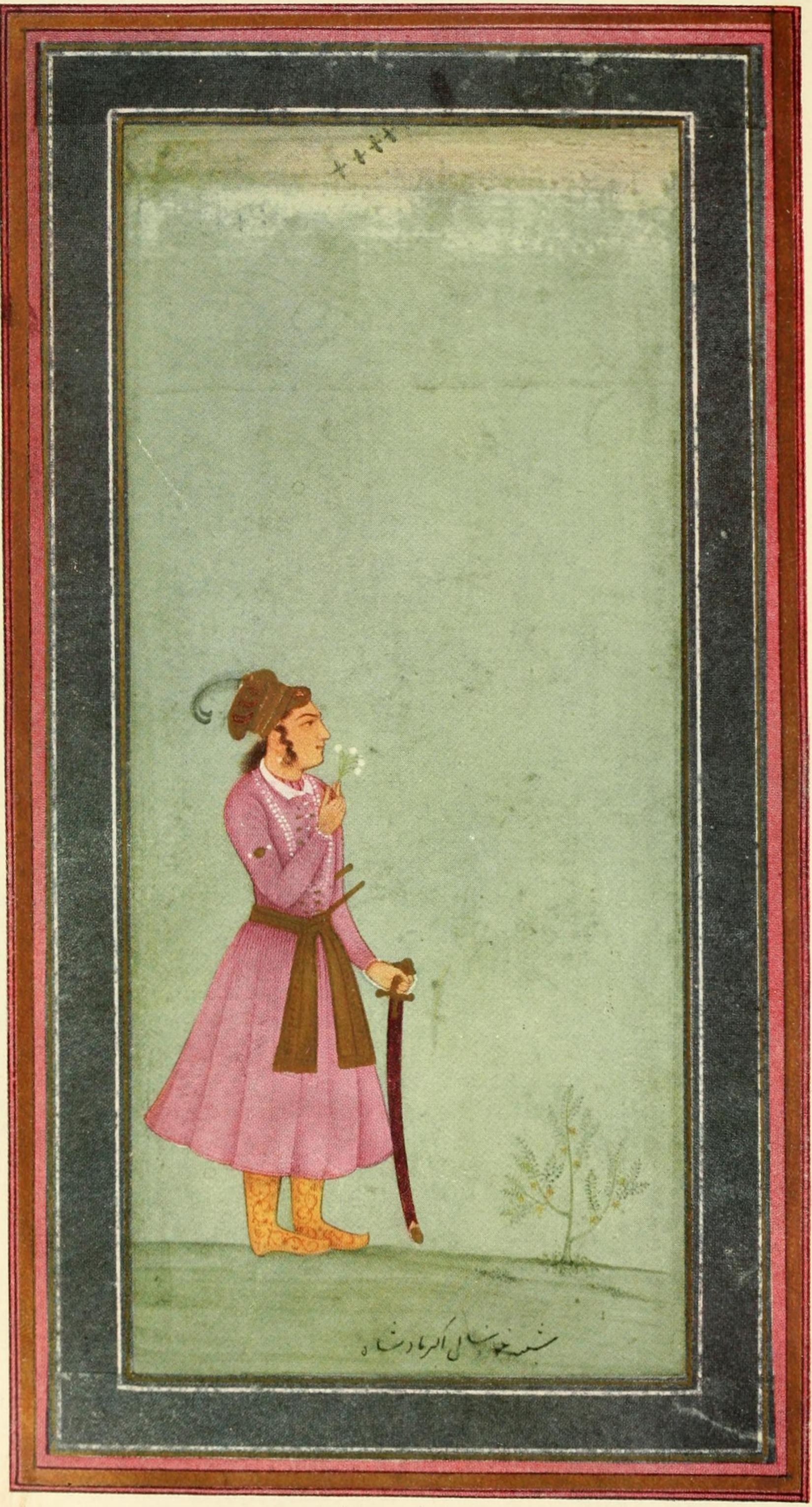
Akbar enfant vers 1557

Son fils, Akbar, a alors quatorze ans. Grâce à l'aide de son tuteur, Bairam Khân, qui occupe le poste de régent au début de son règne, il parvient à mener une politique florissante, reconquérant peu à peu le royaume de Babûr et en repoussant les limites. En 1563, il prend la ville de Chitor, puis se dirige vers le Gujarat, qu'il annexe en 1573. En 1575, c'est au tour du Bengale et du Bihar d'être rattachés à l'empire, puis en 1586, le Cachemire vient grossir les possessions mogholes.
Le demi-siècle durant lequel règne Akbar est des plus prospères. Quoiqu'illettré et doué de capacités physiques hors du commun, Akbar s'intéresse beaucoup aux livres et aux études. Ses chroniques officielles, rédigées par Abul al-Fazl ibn Mubarak, mais aussi celles plus secrètes de Badami nous racontent précisément le déroulement de son règne. Il fait aussi compiler des Mémoires par des personnes ayant connu Babur et Humayun.
Les religions constituent en particulier un sujet qui le passionne, et Akbar n'hésite pas à faire venir à sa cour théologiens sunnites, chiites, mais aussi hindouistes, bouddhistes et chrétiens pour discuter. Il mène ainsi une politique de melting pot, intégrant des rajputs à sa cour. Grand administrateur, il encourage l'agriculture et le commerce, en supprimant des taxes et notamment celle qui pèse normalement sur les non-musulmans, la jizya. Son goût pour la chasse n'est pas innocent. Ces grandes battues, qui peuvent parfois durer un mois, lui permettent de pacifier le pays sans coup férir, en faisant simplement montre de la puissance de ses armées.
Lorsqu'en 1605 son fils Jahangir prend le pouvoir, après cinq années de rébellions, il hérite d'un empire pacifié et prospère.

### Après Akbar: la poursuite de sa politique

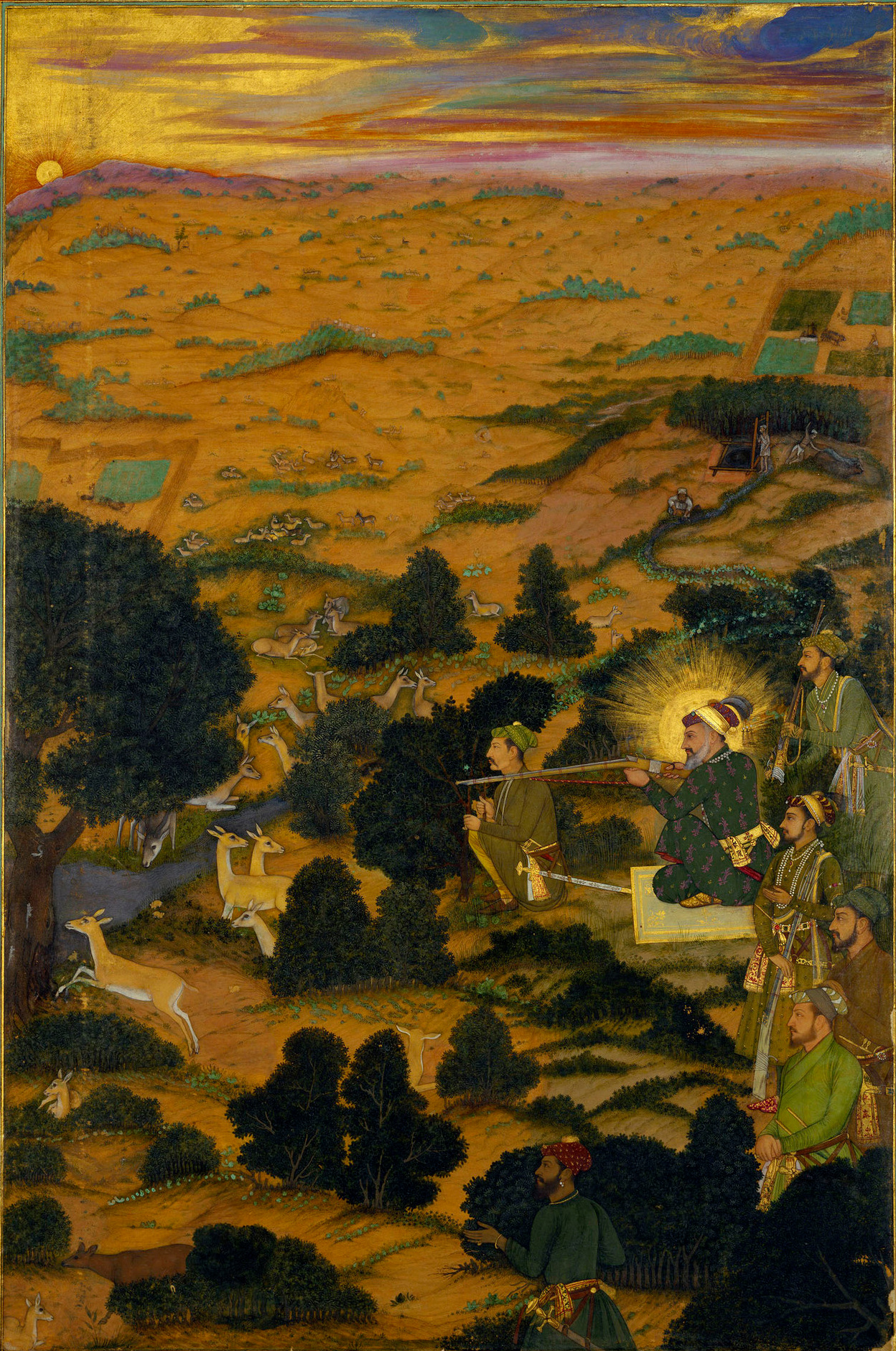
Shah Jahân à la chasse, 1707-1712, Collections royales de Windsor, Royaume-Uni

Malgré quelques guerres à ses débuts, Jahangir n'éprouve pas de grandes difficultés à régner. Le plus artiste des grands moghols est efficacement secondé par trois personnages, auxquels il abandonne véritablement le pouvoir : son fils, Khurram, futur Shah Jahan, I'timad al-Dawla, un persan, et sa fille, Nûr Jahân, qui possède le titre de dame d'honneur auprès de la veuve d'Akbar et deviendra la dix-huitième épouse de Jahangir. Poétesse et artiste, cette femme ambitieuse jouera un rôle déterminant dans la politique (elle fera même frapper des monnaies à son nom) comme dans l'architecture et les arts. Son frère, Asaf Khan, sera aussi un acteur important.
Cependant, une opposition naît entre Shah Jahan et Nûr Jahân, poussant le fils de Jahangir à la rébellion. Les dernières années du règne après la mort d'I'timad al-Dawla en 1621 jusqu'à celle de Jahangir en 1627 sont assez chaotiques. Nûr Jahân et son frère sont évincés en 1625 par le général Mahabat Khan, qui permet à Shah Jahan de prendre les rênes du pouvoir en 1628.
Le règne de Shah Jahan peut parfois faire penser à celui de Louis XIV en France, comme lui très formaliste, avec une étiquette et une cour rigides. Comme lui aussi, Shah Jahan patronne un vaste programme architectural, et favorise la symétrie et la grandeur. Quoiqu'aux trois-quarts hindu, il retourne à un sunnisme exigeant, ce qui donnera lieu aux premiers mouvements anti-hindus et anti-chrétiens de l'empire moghol. Bien qu'à la cour, l'administration et l'armée restent à majorité non-musulmane, les positions religieuses se durcissent, et ne cesseront plus de poser problème.
Amateur de poésie et de musique, Shah Jahan poursuit la politique antérieure, et parvient à conserver un gouvernement stable, avec l'aide de Dara Shikoh, son fils et conseiller. Le grand projet de l'empereur était d'unifier Asie centrale et Inde en un empire Sunnite, ce qu'il ne parvient pas à réaliser. En 1646, malade, il se retire à Agra (plus ou moins forcé) avec sa fille Jahanara, laissant les rênes à Dara Shikoh, et ainsi libre cours à une guerre fratricide pour le pouvoir.

### Awrangzeb et le déclin des moghols
C'est finalement Aurangzeb, un autre fils de Shah Jahan, qui parvint à prendre le pouvoir, pour un règne de près de cinquante ans (1659 - 1707). Puritain, obsédé par la loi religieuse, Aurangzeb remet en vigueur les taxes discriminatoires envers les dhimmis, les non-musulmans, et fait détruire de nombreux temples hindous. De plus, il abolit toutes les manifestations du culte de la personnalité, comme l'apparition rituelle du souverain à la jharôka, la fenêtre d'apparition, supprime la musique, les vêtements élégants, mais aussi la drogue et l'alcool, qui minaient la famille moghole et le pays. Son mécénat artistique est des plus limités, d'autant plus qu'il ferme l'atelier royal de peinture, jusqu'ici florissant.
Son règne marque réellement un déclin. De nombreuses guerres contre les hindous du Deccan, où ses troupes s'enlisent, dissolvent le trésor et montrent des fissures dans le pouvoir, qu'accentue l'absence d'hommes forts pour relayer la politique impériale.
Après une vie de combats, et deux ans de maladie, Aurangzeb laisse en 1707 le pouvoir à son fils aîné, Bahâdur Shâh Ier (r. 1707 - 1712). Les britanniques de la compagnie des Indes s'imposent un peu partout tandis que le pays se morcelle. En 1739, Delhi est mise à sac. Des roitelets sont mis en place par les européens jusqu'à une importante révolte, dite "révolte des Cipayes", au milieu du XIXe siècle, qui pousse le pouvoir britannique à prendre directement les choses en main en 1857.

## Architecture

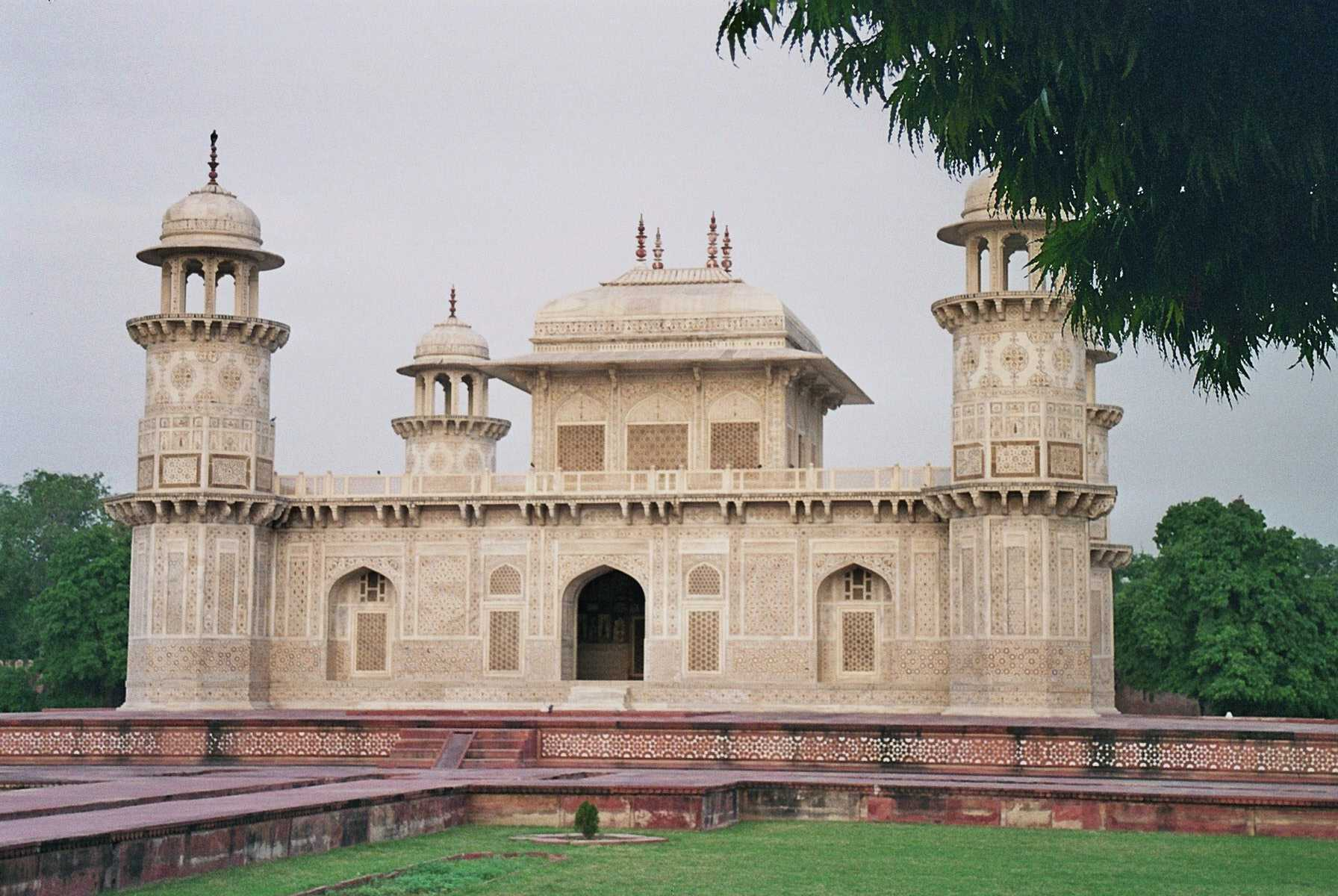
La tombe d'I'timad al-Dawla, datée du règne de Jahângîr

L'architecture est un art majeur sous les moghols, culminant avec la réalisation du Taj Mahal. Méconnue avant le règne d'Akbar, elle se caractérise sous celui-ci par un syncrétisme entre traditions rajput et iraniennes, comme dans le mausolée d'Humayun à Delhi. Il crée ex nihilo une nouvelle ville, Fatehpur-Sikrî, où mosquées et palais sont réalisés en grès rouge incrusté de marbre blanc, mis à part un édifice assez problématique, la tombe de Shaykh Salim Chisti, toute en marbre blanc.
Le règne de Jahangîr marque la transition entre le style éclectique, constamment innovant d'Akbar et la normalisation, la rigueur quasi louisquatorziène de Shah Jahan. C'est sous Jahangîr, grâce au mécénat de Nûr Jahân que s'inverse, dans le tombeau d'Itimâd al-Dawla, le rapport entre marbre et grès, ce dernier devenant élément d'incrustation. L'apparition de la technique de pietra dura et des motifs de fleurs, l'utilisation de tourelles d'angles que l'on retrouve dans ce même tombeau sont autant d'innovations marquantes.

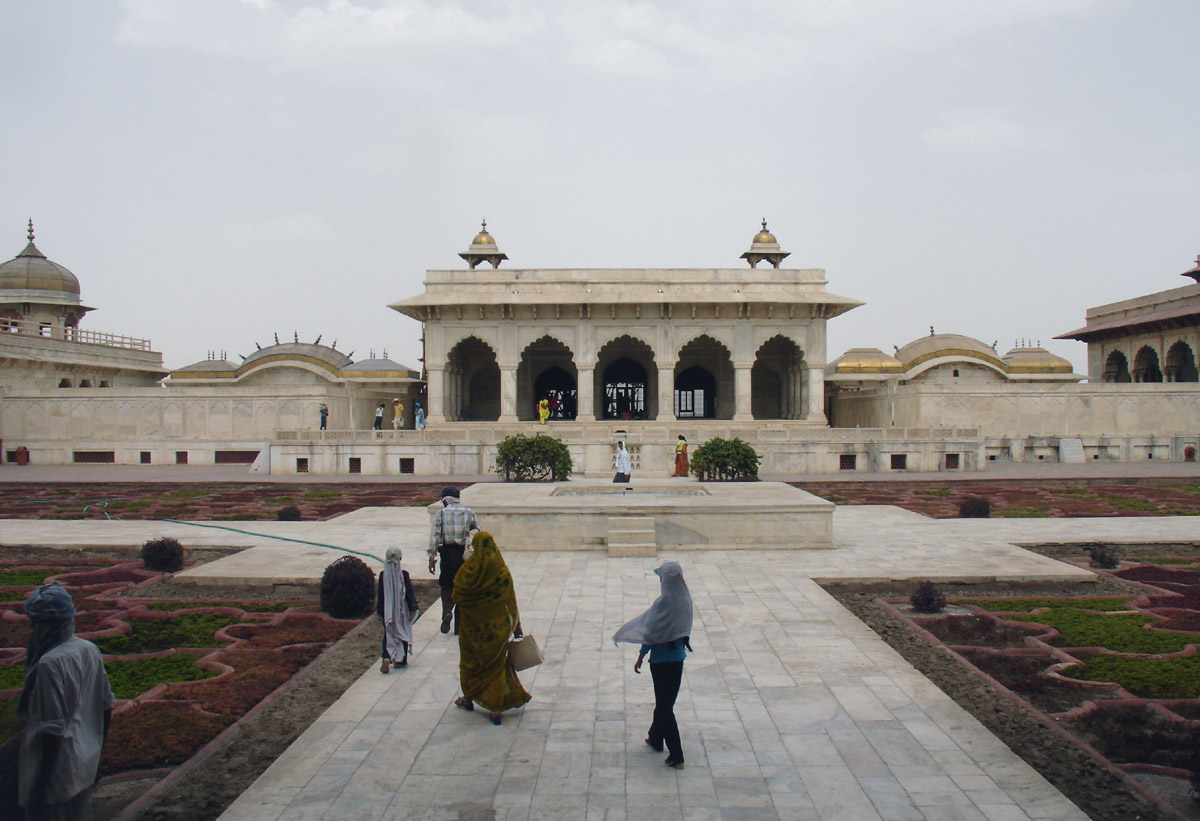
Le diwan-i Khass du fort d'Agra, règne de Shah Jahân

Shah Jahân patronne un immense programme architectural, remarquable tant par la quantité de ses monuments que par leur qualité, le fleuron restant évidemment le Taj Mahal. Décors et formes se standardisent, devenant plus ou moins identiques d'une région à l'autre. Une grande importance est donnée à la symétrie et à l'harmonie des rapports de proportions. Le décor, d'incrustation de pierre dure et sculpté dans le stuc ou la pierre commence à envahir toutes les surfaces, tandis que le marbre prend définitivement le pas sur le grès, et sert de matériau principal dans toutes les parties les plus importantes des édifices.
C'est sous Awrangzeb que commence le déclin de l'architecture moghole, élément particulièrement marquant face au tombeau de sa femme, qui reprend le type du Taj Mahal, mais avec des proportions plus maladroites, qui donnent un résultat bien éloigné du modèle. Certains bâtiments restent pourtant des chefs-d'œuvre, comme la mosquée Badshahi de Lahore. Au XVIIIe et XIXe siècle, tandis que l'empire se désagrège, des styles plus régionaux font leur apparition et se développent.

## Objets
Chez les moghols, l'art mobilier passe en particulier par deux médiums majeurs, à savoir la pierre dure et le métal. Il existe également une très importante production d'armes, qui en général sont à la fois fonctionnelles et marques de richesse et de pouvoir.

### Le jade et la pierre dure

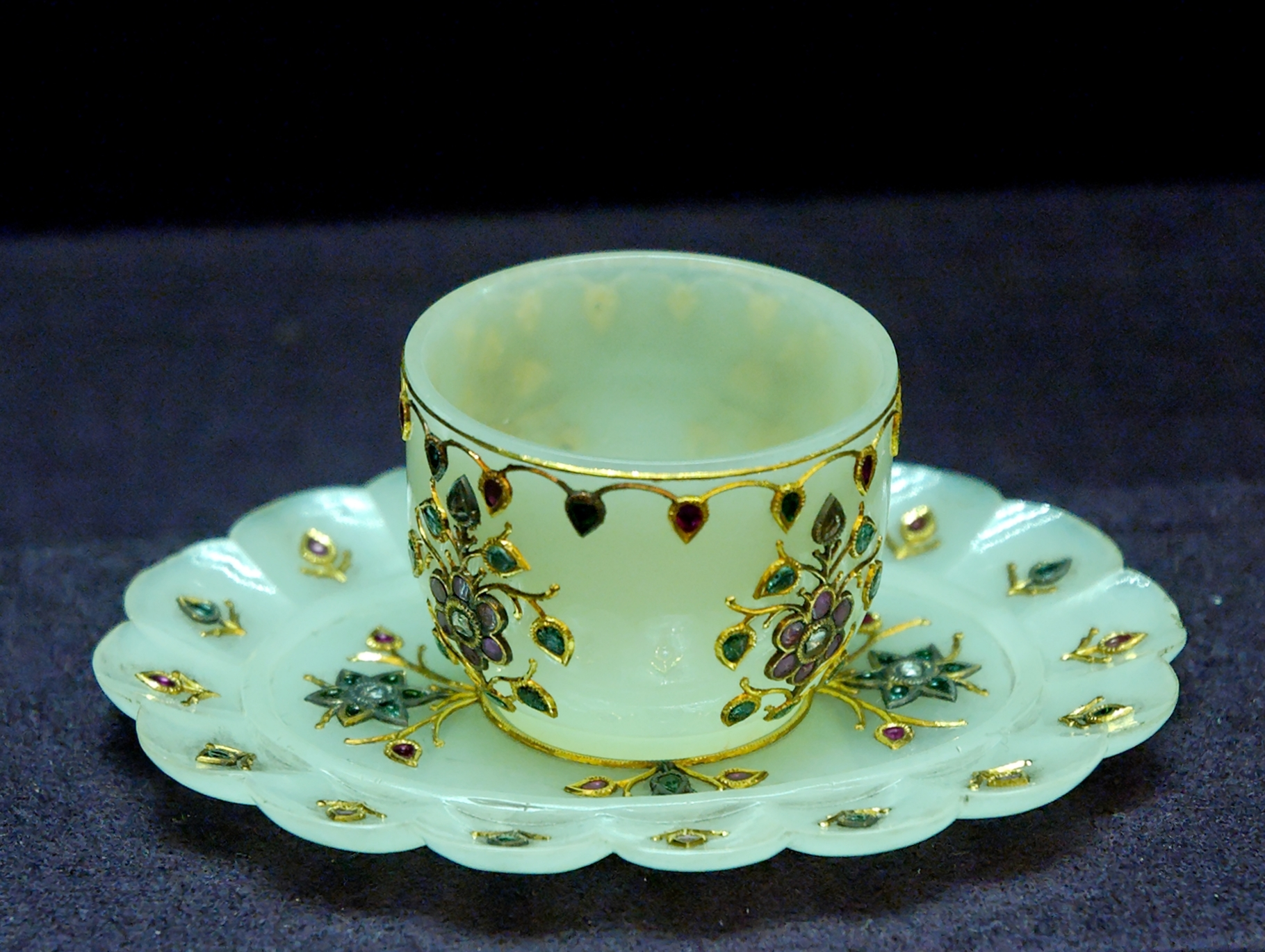
Tasse et coupelle en jade incrusté d'émeraudes et de rubis grâce à la technique du kundan, Inde, XVIIe siècle, musée du Louvre

Le goût pour le jade, « pierre de la victoire » fait référence aux origines timourides de la dynastie, ceux-ci considérant le jade comme une pierre quasi-magique. La collection d'objets timourides et chinois dans ce matériau commença dès Bâbur, dont on sait qu'il se proclamait descendant à la fois de Tamerlan et de Gengis Khan.
La production d'objets de jade et de pierre dure ne commença pourtant que plus tard, sous le règne de Jahângîr, pour s'épanouir sous ceux de Shah Jahân et Aurangzeb. Les noms des commanditaires sont fréquemment inscrits sur les objets, tout comme leur poids. Le jade, une sorte de néphrite dont la couleur varie du blanc au noir en passant par toutes sortes de vert n'est pas la seule pierre utilisée : les souverains moghols et leur cour sont aussi friands d'agate et de cristal de roche. Ces matières ne sont cependant pas travaillées par les mêmes artisans, le jade étant une pierre fibreuse, difficile à sculpter, et dont les techniques s'éloignent de beaucoup de celles de pierre comme le cristal.
Les premières pièces produites sont très marquée par l'Iran safavide, avec leurs formes simples, leurs cartouches trifoliés et quadrilobés, leur épigraphie cursive souple, à grandes hampes. Cette esthétique se décline dans une série de bols au nom de Jahangir qui, par leur matériau, le jade noir, leur anse en forme de tête de huppe, leur forme sobre, et leurs inscriptions en nasta'liq dans des cartouches trilobés rappellent tout à fait la tradition timuride. Elle se retrouve dans d'autres formes, comme un encrier du Metropolitan Museum of Art également au nom de Jahangir. Sur celui-ci, on observe pourtant des changements — qui existaient déjà dans une coupe un peu antérieure, conservée au Courtauld Institute à Londres — à travers les nuages tchi qui marquent la partie supérieure, au-dessus des cartouches quadrilobés inscrits, et des grandes mandorles à décor floral.

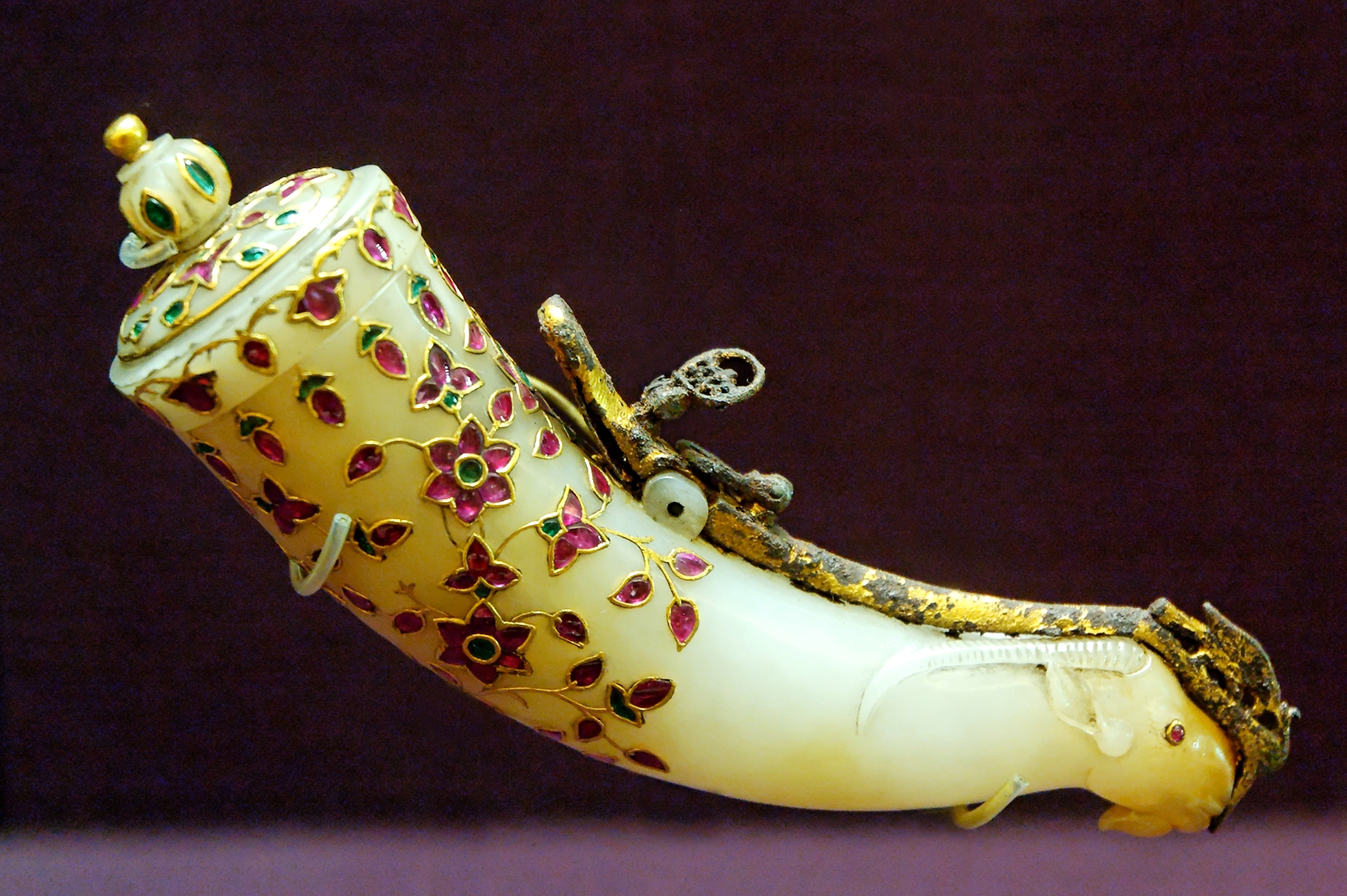
Corne à poudre à tête de caprin, jade blanc incrusté de rubis et de turquoises en kundan, XVIIe siècle

Cette mutation esthétique prend surtout de l'ampleur avec le règne de Shah Jahân, à travers des objets comme la magnifique coupe de jade blanc du Victoria and Albert Museum datée 1656-1657. Le naturalisme, l'extrême délicatesse du modelé et de la gravure, le rythme ondulant de sa surface, mis en valeur par la blancheur du jade font de cette pièce en forme de feuille reposant sur une base florale et avec une anse en tête de capridé, un véritable chef-d'œuvre. D'autres pièces en forme de feuille dérivent de ce même état d'esprit, avec plus ou moins de bonheur, comme dans le cas de l'exemplaire du musée Guimet La corne à poudre en jade du Louvre, datée du XVIIe siècle reprend quant à elle la tête de caprin, quoiqu'avec moins d'élégance.
Si le jade peut être utilisé seul, la beauté de la pierre et de sa sculpture donnant à l'objet toute sa valeur, il est souvent rehaussé d'incrustation de pierres comme le rubis et l'émeraude, d'émail et/ou d'or. La technique d'incrustation utilisée est le kundan, qui permet tous types de formes. Les motifs floraux sont particulièrement utilisés, tant sur les objets (coupes, gupti, miroirs, etc.) que sur les armes, comme les manches de poignards, les bagues d'archers et les cornes à poudre par exemple.

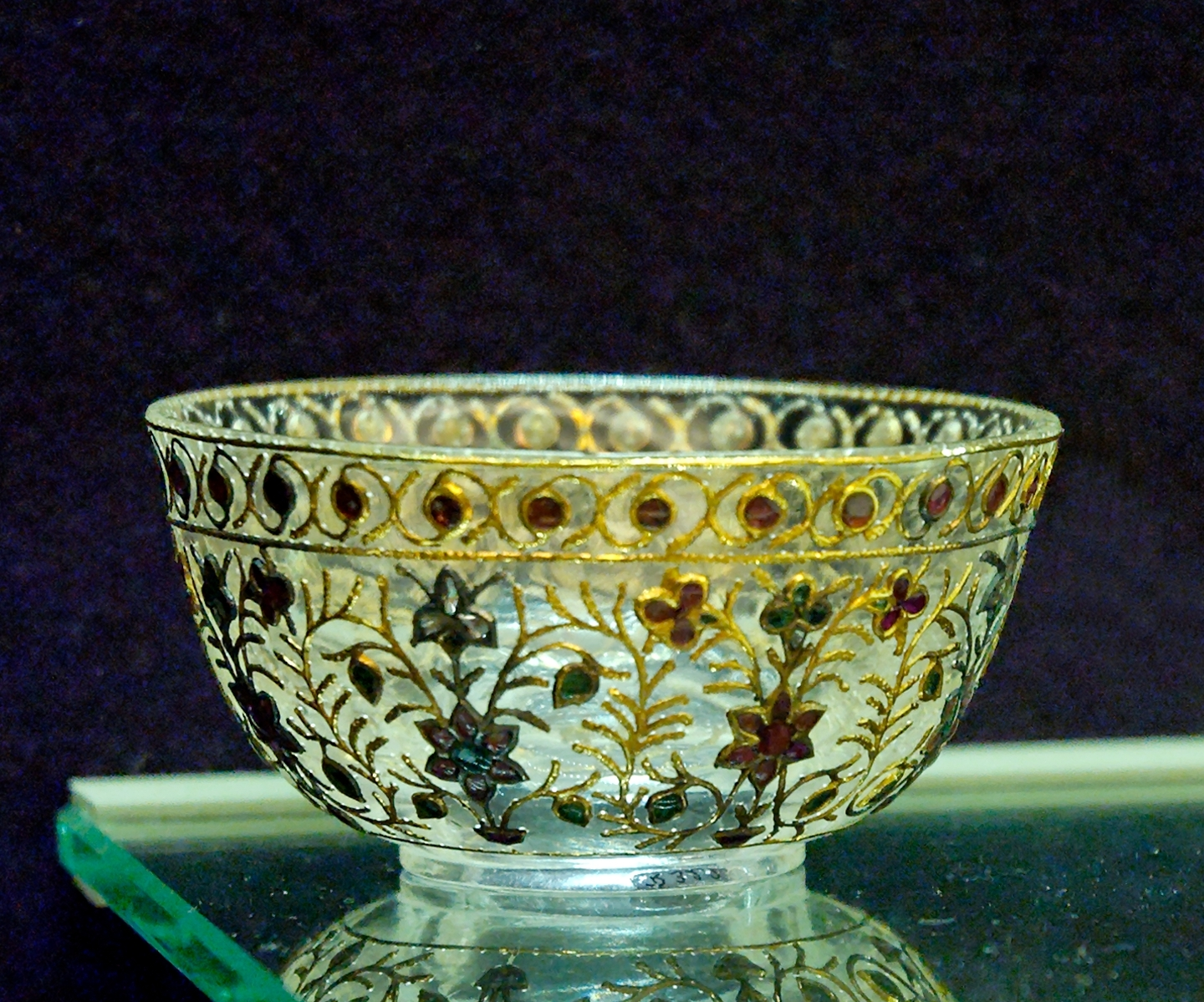
Coupelle en cristal de roche incrustée d'or et de rubis en kundan, XVIIIe siècle, musée du Louvre

La technique du sertissage peut aussi être utilisée dans le cas d'objets de luxe : ornements de turbans, ceintures ou encore boîtes à bétel. Des techniques occidentales apparaissent également en Inde, favorisées par les échanges commerciaux fructueux entre les deux mondes. Tel est le cas, par exemple, du miroir, directement importé d'Europe, ou encore de l'émail, introduit au XVIe siècle.
D'autres pierres que le jade peuvent être utilisées. Ainsi, le cristal de roche est très apprécié pour sa transparence, à laquelle le verre ne saurait alors accéder. Il existe ainsi tout un corpus de bols incrustés de pierres précieuses en kundan et d'émail, mais également des embouts de huqqa ou des flacons, incrustés d'émail opaque et translucide et de pierres précieuses en kundan.
L'agate était également fréquemment employée, mais aucune des pièces réalisées dans ce matériau n'est datée. La coupe du trésor du dauphin, conservée au musée du Prado à Madrid est incrustée de fils d'or et de pierres précieuses montées en bâtes ou par la technique du kundan. Dans le kard et son fourreau du musée du Louvre, datés du XVIIe siècle, c'est uniquement cette dernière technique qui est employée pour le sertissage, la lame étant damasquinée. Un autre intérêt de cet ensemble est qu'il a gardé, attachés au fourreau par des lacets de fil d'or, des pompons en grenats et perles qui faisaient contrepoids lorsque l'arme était glissée à la ceinture, élément rarement conservé car très lourd et très fragile. L'anneau d'attache et certaines parties du manche sont recouverts d'un émail translucide vert assez caractéristique de l'Inde.

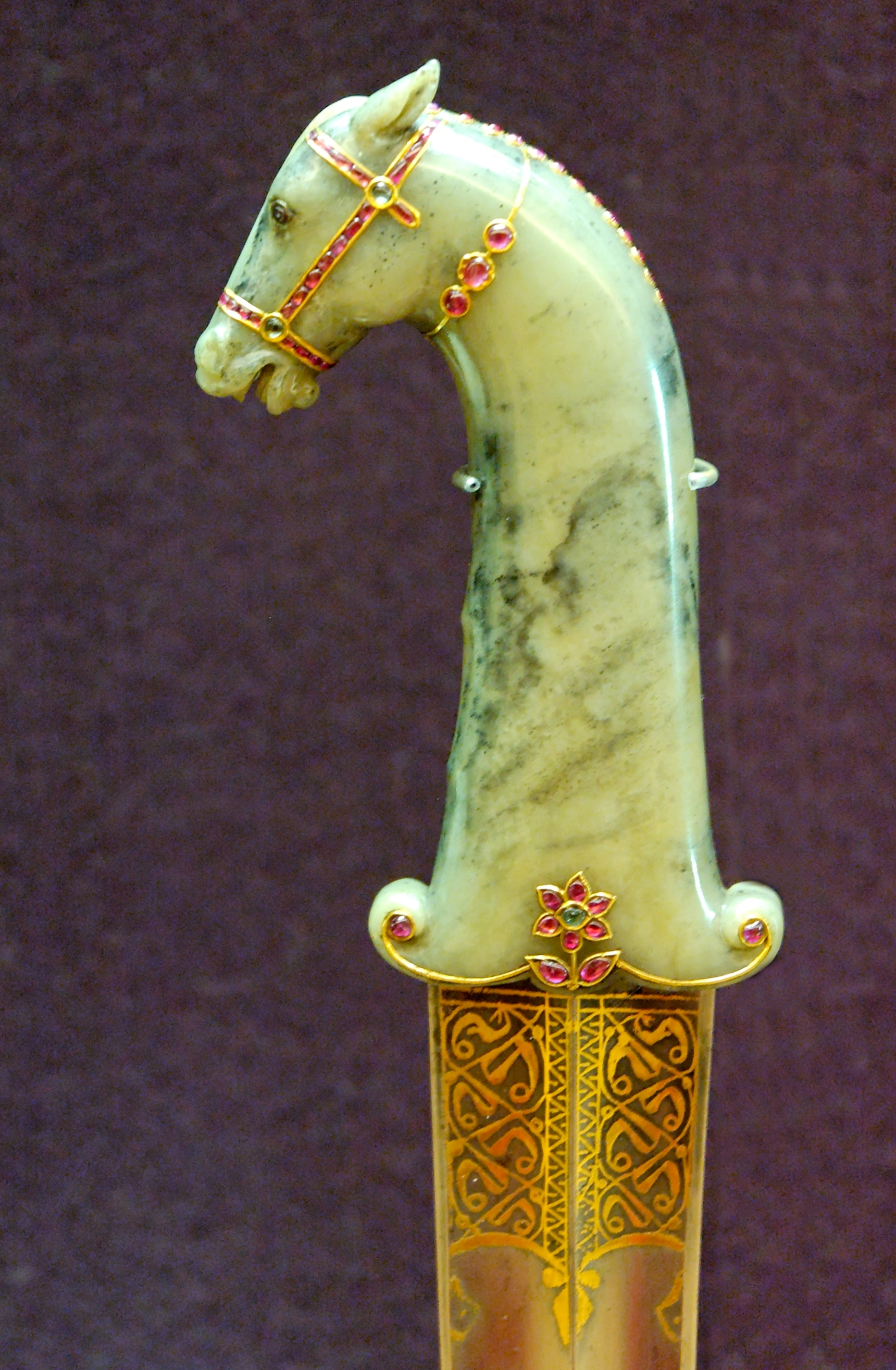
Poignard à tête de cheval, lame en acier damasquiné, manche en jade, musée du Louvre

Les poignards constituent une part non négligeable de la production d'objets moghols. Leurs manches de jade sculpté, de pierre dure ou d'ivoire sont fréquemment rehaussés d'incrustations de pierres, d'or et d'émail, tandis que leur lame en alliage ferreux est souvent finement damasquinée. C'est par exemple cas dans la série de poignards à tête de cheval, ou dans celle, plus importante en nombre, des dagues katar.
Autre type d'objets liés à l'armement, les cornes à poudre servaient à amorcer les longs fusils qu'utilisaient les Moghols, principalement pour la chasse, fait de leur lenteur. Leur décor est donc fréquemment lié à cette activité, puisque sont représentés les composantes du gibiers : capridés et félins. Ces cornes existent aussi en ivoire, et c'est ce matériau qui leur a donné leur forme courbe si caractéristique, l'artiste travaillant l'ivoire devant suivre la forme de la défense.
Citons enfin un cas un peu particulier de taille de pierre dure : la taille et la gravure de pierres précieuses de grandes dimensions, notamment des émeraudes. La collection du musée de Doha, au Qatar, est riche d'une émeraude gravée d'un texte coranique qui servait d'amulette. D'autres se trouvent dans la collection du Koweït, al-Sabah.

### Les matières dures animales: os, ivoire et nacre
Les moghols utilisent les matières dures animales avec une grande virtuosité, notamment pour des poires à poudre ou des coffrets, entièrement nacrés ou décorés de sculptures d'ivoire.
Les cornes à poudre ont une forme courbe qui épouse les contours de la défense, et sont en général couverts d'un décor animalier foisonnant en rapport avec leur utilisation : la chasse. Ces cornes, qui ont donné leur forme à celles de pierre dure, peuvent aussi être réalisées en bois couvert de coquillage, comme en témoigne un exemple de la collection David.
Quant aux coffrets, leur décor varie. Au musée du Louvre, l'un d'entre eux, datable de la fin du XVIIe siècle présente une sorte de réduction d'architecture, avec des colonnes bombées, des arcatures trilobées... D'autres sont complètement revêtus de nacre, (un type décor plus fréquent dans les coffrets que sur les cornes à poudre du fait de la courbure de ces dernières). Le répertoire floral, typique de l'art moghol, est assez présent dans les panneaux d'ivoire.

### La céramique
La production céramique de haute qualité en Inde moghole est quasiment inexistante. Ceux-ci se servaient presque exclusivement de vaisselle chinoise en porcelaine. On peut pourtant signaler une production de carreaux de revêtement aux couleurs vives réalisés par la technique de la cuerda seca, sans doute principalement à Lahore. Une série d'entre eux, conservée au musée Guimet, provient de la tombe de Madani à Srinagar

### Métaux

Base de huqqa, fin du ou début du XVIIIe siècle, Deccan, bidri, musée du Louvre

Le métal moghol se rapproche sur de nombreux plans du métal safavide, tant et si bien qu'il arrive fréquemment que les spécialistes ne parviennent pas à les distinguer. Les quelques pièces inscrites connues et l'étude des miniatures permet de se faire une assez bonne idée de la production.
De nombreux types de pièces très différents les uns des autres sont produits, comme des aiguières, des bols, des bases de huqqa, des vases, des récipients à alcool... On peut également mentionner des lampes en forme d'oiseau, dont le corpus est assez large et dont la production semble s'étaler depuis les débuts de l'empire, voire avant, jusqu'au XIXe siècle. Un trait particulier de l'esthétique moghole, que l'on trouve dans le métal, mais pas seulement, est le goût pour les surfaces plastiques. D'autres passerelles entre arts du métal, de la pierre dure et du jade peuvent être trouvées, dans les formes comme dans le décor.
D'un point de vue technique, il existe tout d'abord des objets en laiton et en alliages cuivreux, souvent incrustés de pâte noire ; mais c'est une méthode plus spécifique de l'Inde, le bidri qui semble la plus en vogue. On ne connaît malheureusement aucune pièce datée réalisée dans ce matériau qui permet de réaliser des bases de huqqa campaniformes et globulaires, des gobelets et des aiguières, entre autres.

### Verre
Médium important, le verre est le plus souvent émaillé et/ou doré. Parfois, il imite le bidri, comme dans le cas d'une base de huqqa du Louvre, mais la plupart du temps, la riche palette de couleurs des émaux suffit à marquer l'appartenance de l'objet à l'esthétique indienne. Les pièces reprennent fréquemment des formes métalliques, ce que l'on remarque en particulier pour ce qui concerne les bases de huqqa : comme celles de métal, elles sont de deux types, campaniformes et globulaires.
Aussi, il y a la présence d'influences européennes, via une série de bouteilles à panse parallélépipédique, qui reprend la forme des bouteilles de scotch britanniques.

### Tapis
L'art du tapis n'est introduit en Inde que sous l'empire moghol, les premiers exemples connus datant du règne d'Akbar. On peut citer notamment un fragment assez grossier en coton à décor d'animaux composites conservé à la collection Burrell (Glasgow). Les techniques venaient d'Iran ; c'est pour cette raison que les tapis moghols ont beaucoup de points communs avec ceux produits en Iran à la même période, et notamment les tapis hérati à fond rouge. À tel point d'ailleurs qu'il est parfois difficile de faire la distinction entre les deux, comme le prouve le « tapis octogonal à décor floral ordonné en réseau » MAO 1190 du musée du Louvre, daté de la fin du XVIIe ou du début du XVIIIe siècle, mais dont la localisation pose problème : sud de l'Iran ? Inde ? Dans un exemple de l'Union Centrale des Arts Décoratifs, on note la présence d'éléments iraniens, comme les fleurs composites et les palmettes allongées, mais la complexité du réseau végétal et la présence de feuilles nervurées font plutôt pencher vers une attribution indienne.
On peut néanmoins reconnaître les tapis moghols à certaines caractéristiques techniques et de décor. Ainsi, un autre exemplaire du Louvre, datable du XVIIe siècle, est typiquement indien par son fond rouge et ses animaux composites, qui rappellent ceux des cornes à poudres et des miniatures. Toujours à fond rouge, on peut également citer un tapis de chasse du XVIe siècle marqué par un goût de la narration et de l'anecdote assez indiens.
Des tapis-jardins, qui reprennent l'organisation des chahar bagh, sont réalisés aussi bien en Iran qu'en Inde. Le plus grand est conservé à Jaipur, il mesure 12 m, et montre un schéma complexe, avec des bassins et des pavillons. On peut le rapprocher de peintures et de carreaux en cuerda seca. Nombre d'entre eux sont réalisés selon un point de vue dominant.
D'autres exemplaires, comme le tapis à réseau végétaux du musée du Louvre en laine et soie, agrémenté de fils d'or, rappellent l'organisation des gemmes.
Il existait des tapis d'hiver, souvent en laine et/ou soie, à fond rouge, et des tapis d'été, en coton blanc brodé, beaucoup plus légers. L'un d'entre eux est actuellement conservé au Koweït. Il est réalisé en deux couches de cotons, séparées par de la ouate au milieu.

## L'art du livre
Sous les premiers empereurs moghols, l'art du livre, notamment la peinture, mais aussi l'enluminure, et la reliure, est le point focal du mécénat avec l'architecture. La tendance change à partir du milieu du XVIIe siècle, quand le goût pour les objets de luxe se développe au détriment du livre. Comme dans le cas des objets, les Moghols s'intéressent à l'art du livre timuride, qu'ils collectionnent dans leurs kitabkhana, leurs ateliers-bibliothèque. Ainsi possèdent-ils le Shâh Nâma réalisé vers 1450 pour Muhammad Juki et du Zafarnâma d'Husayn Bayqara (1467-68).
Le style moghol se distingue par plusieurs caractéristiques : des influences de la Perse timuride et safavide, mélangées à des traditions locales et européennes, des recueils de gravures commençant à circuler en Orient dès le XVIe siècle ; un intérêt pour le naturalisme, le portrait et les représentations d'éléments naturels (fleurs, oiseaux, animaux) ; l'utilisation de couleurs pastel avec du modelé en sont quelques-unes.

### La production de peintures sous Humayun
Si Bâbur était bibliophile et fin lettré, il ne semble pas qu'il ait particulièrement exercé un mécénat vis-à-vis de l'art du livre. Il faut attendre le règne d'Humayun pour que se mette réellement en place un atelier efficace. Profitant de la publication de l'édit de repentance par Shah Tahmasp en Iran safavide, qui met ainsi à pied son atelier, le souverain moghol fait venir à sa cour de grands peintres persans, comme Mir Sayyid 'Ali et 'Abd al-Samad. Ceux-ci ne réalisent pas uniquement des miniatures, mais peignent aussi à fresque, comme en témoigne un morceau de fresque actuellement conservé au British Museum.
C'est sous le règne d'Humayun que sont mises en place les lignes directrices de toute la peinture moghole, même si le réalisme n'est pas encore aussi intense que plus tard, ainsi que le montre le portrait d'Abu'l Maali, ou encore celui d'Humayun et ses frères dans un paysage qui utilise les conventions persanes : accumulation de rochers, personnages-types et couleurs irréelles.

### Le règne d'Akbar: la diversité

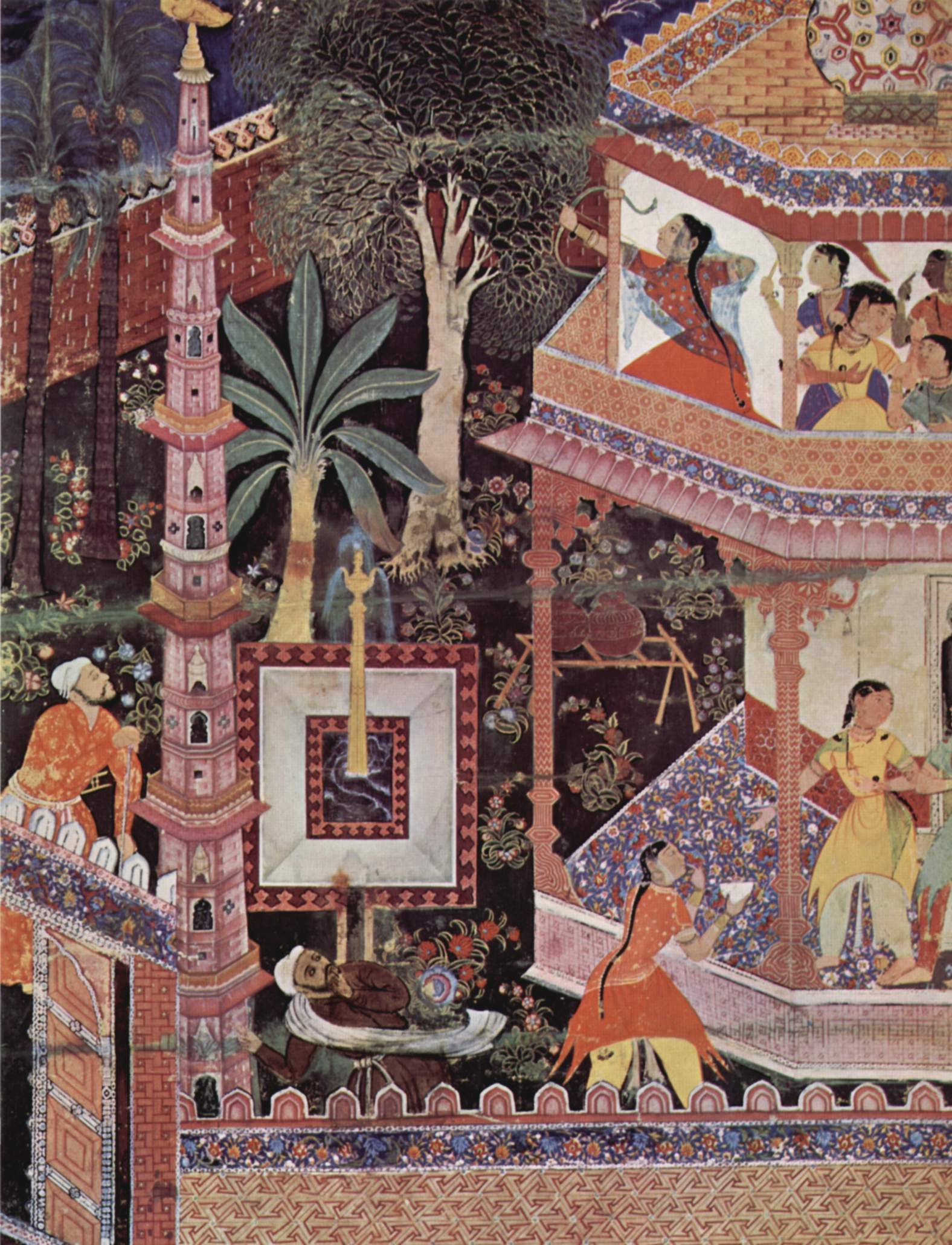
"Mihrdukht tire une flèche à travers un anneau", Hamza nâma, collection Maria Sarre-Humann.

Akbar reprend et poursuit l'atelier de son père, employant comme directeurs successivement Mir Sayyid 'Ali et 'Abd al-Samad. Le kitab khana suit les mouvements de l'empereur et quitte Delhi pour s'installer à Fatehpûr Sîkrî (1569 - 1585) puis à Lahore (1585 - 1598). De nouveaux peintres entrent sur la scène, tels que Dust Muhammad, arrivé d'Iran, ou Basawan, à la fin de la période de Fatehpur Sikri, faisant gonfler les effectifs : à la fin du règne, ce sont plus d'une centaine d'artistes qui travaillent dans l'atelier. Le souverain lui-même, quoiqu'illettré, est formé à l'art de peindre.
Le premier grand manuscrit qui sort des ateliers impériaux est un Tutînâma des années 1560, un recueil de contes un peu comparable aux Mille et Une Nuits dont le titre signifie les « Contes d'un perroquet ». De petite taille, il contenait 218 illustrations, dont quelques-unes en style local, et d'autres qui reprenaient le style pré-moghol de l'Inde des sultanats, avec un traitement parfois un peu lourd et maladroit.

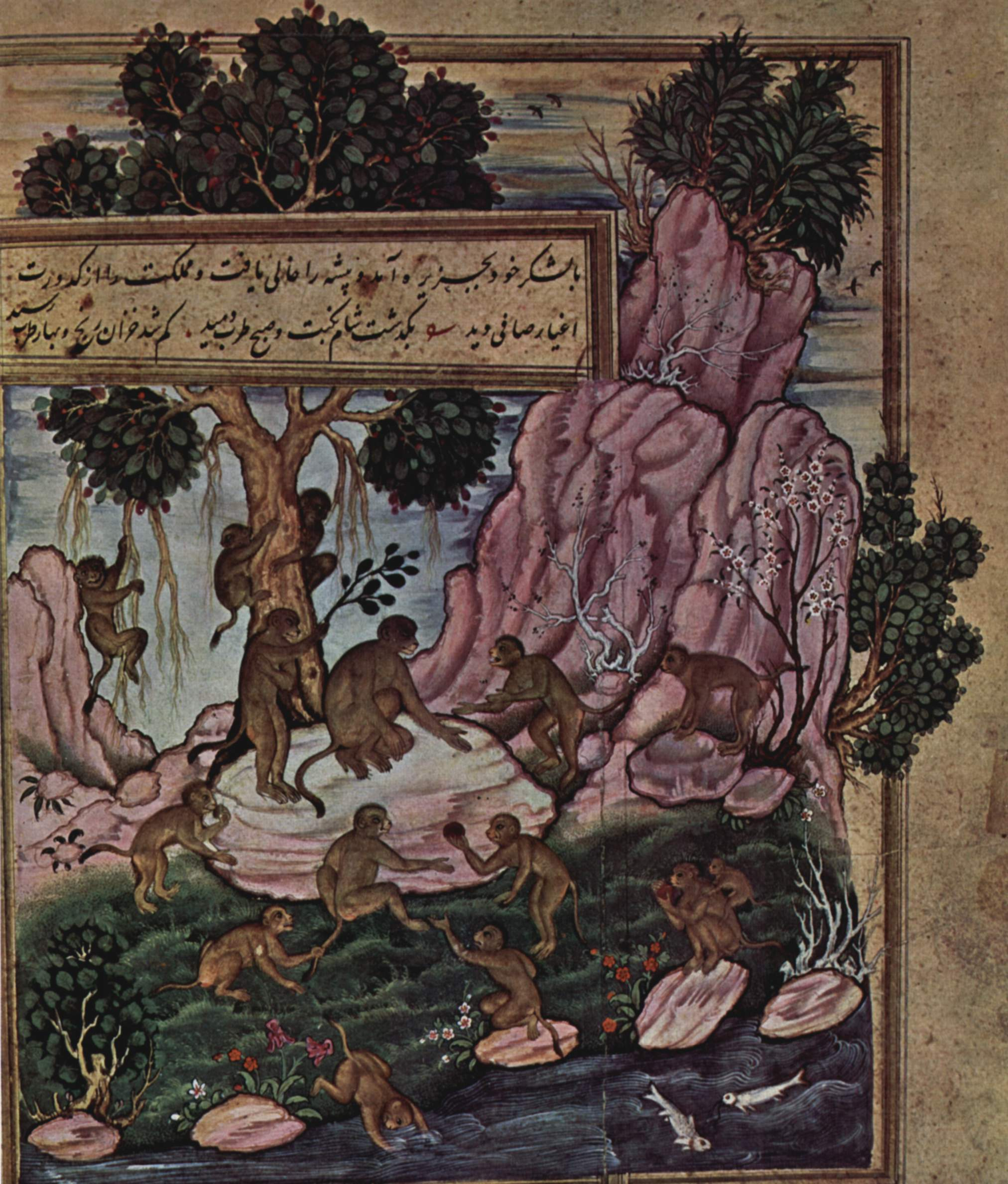
« Singes jouant », Anwâr-i Suhaylî, 1570, Londres, School of Oriental and African Studies

Plus ambitieuse est la commande d'un Hâmza nâma, copie en quatorze volumes du « roman de Hamza » (un oncle du Prophète) réalisée entre 1557 et 1572. D'un luxe extraordinaire, de dimensions impressionnantes (67 x 51 cm) il contenait mille quatre cents illustrations, dont cent cinquante sont parvenues jusqu'à nous, et sa conception fut dirigée successivement par Mir Sayyid 'Ali et 'Abd al-Samad, qui reprit le flambeau au bout de sept ans lorsque son aîné partit faire le pèlerinage à la Mecque. Le style des illustrations est très disparate, avec des compositions parfois très monumentales (« Une fée sur son trône observe un combat de div ») tandis que d'autres sont beaucoup plus miniaturistes (« Trois div »).
Le Anwâr-i Suhaylî est le premier manuscrit de l'époque de Akbar à être parvenu entier jusqu'à nous. Il s'agit en fait d'un recueil de fables en persan, ancêtres des fables de Kalîla wa Dimna, rédigé par Kashifi. Le codex est de taille moyenne (33 x 21 cm), comporte vingt sept illustrations et une date correspondant au 23 septembre 1570. On retrouve la diversité de styles du Hâmza nâma, avec des correspondances entre différentes peintures d'un volume à l'autre.

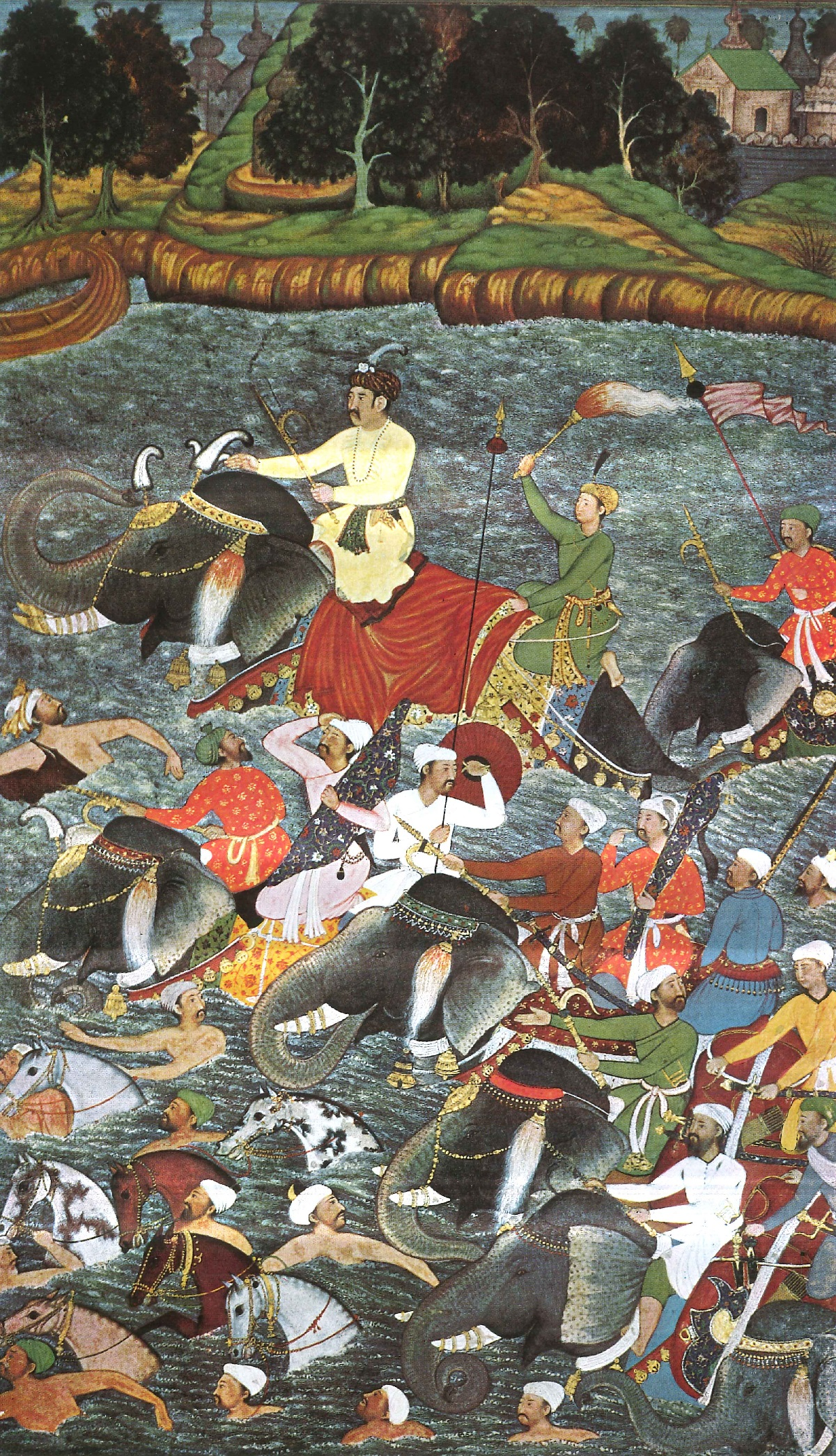
« Akbar traversant le Gange », Akbar Nâma, v. 1600, Victoria and Albert Museum

Du fait de sa grande curiosité en matière de religions, Akbar commande de nombreux ouvrages sur ce sujet, notamment des traductions des classiques hindouistes. Il commande ainsi en 1597 une copie du Ramayana, la célèbre épopée hindoue, qui est achevée en 1605 et comprend cent trente illustrations. Dans le Razmnâma (« le livre des guerres », une transcription en persan du mahâbhârata) réalisé entre 1582 et 1586, on note un goût pour des scènes vivantes, avec de nombreux détails et anecdotes.
Le règne d'Akbar est également une période faste pour les portraits d'hommes et d'animaux, comme celui du mystique hindou Sadhu, réalisé dans des tonalités très assourdies, quasiment dessiné, avec un goût évident de l'étrange, du différent que l'on retrouve durant toute la période de Fatehpûr Sîkrî et qui correspond à la crise mystique d'Akbar. On pourrait aussi citer le portrait de Rajahman Singh, ou encore celui du bélier impérial.
Autre type de productions importantes, ce sont les copies de gravures européennes colorées, comme celles de la Bible d'Anvers offerte à Akbar par des Jésuites, des miniatures européennes présentes sur des bijoux, des tapisseries... C'est ainsi que sont peintes de nombreuses scènes religieuses chrétiennes, comme la descente de croix, des anges, des saints... qui trouvent leur place dans les palais. Basawan, artiste de la fin de la période de Fatehpûr Sîkrî ne s'en est pas privé.
Dès la fin de la période de Fatehpûr Sîkrî, les éléments fantasmagoriques s'effacent, et Daswanth, maître dans ces scènes fantastiques, laisse place à Basawan, qui dominera toute la période de Lahore. Celle-ci se caractérise par la production de manuscrits superbes, utilisant de très beaux matériaux comme le lapis-lazuli afghan et le rouge de Kashgar. Les commandes du souverain concernent en particulier des manuscrits historiques, comme des exemplaires du Bâbur Nâma, l'histoire de son grand-père, ou encore un volume de Jami al-tawarikh de Rashid al-Din, le Chingîz Nâma. Mais ce sont surtout deux Akbar Nâma, deux chroniques de son règne, dont les dates posent problème, qui constituent deux des manuscrits les plus remarquables de son règne, dans le raffinement des couleurs et du trait.

### Jahângîr: une période de transition
Jahângîr est souvent défini comme le plus artiste de tous les grands moghols. Esthète et connaisseur, formé lui-même à la peinture, il imprime fortement sa marque sur l'art du livre moghol. Reprenant l'atelier de son père, il le réduit, n'en conservant que les meilleurs éléments et laissant les autres se disséminer dans des cours provinciales. Il stoppe la division des tâches, demandant que chaque œuvre soit réalisée par un même peintre, et fait preuve d'une plus grande exigence de son père quant à la qualité des travaux qui lui sont présentés. Sous son règne, les portraits s'emplissent d'une dimension psychologique, et les influences occidentales, comme la perspective ou le sfumato envahissent la peinture. C'est aussi sous Jahângîr que l'intérêt pour le naturalisme se développe, dans les portraits tout comme dans les représentations de la nature.

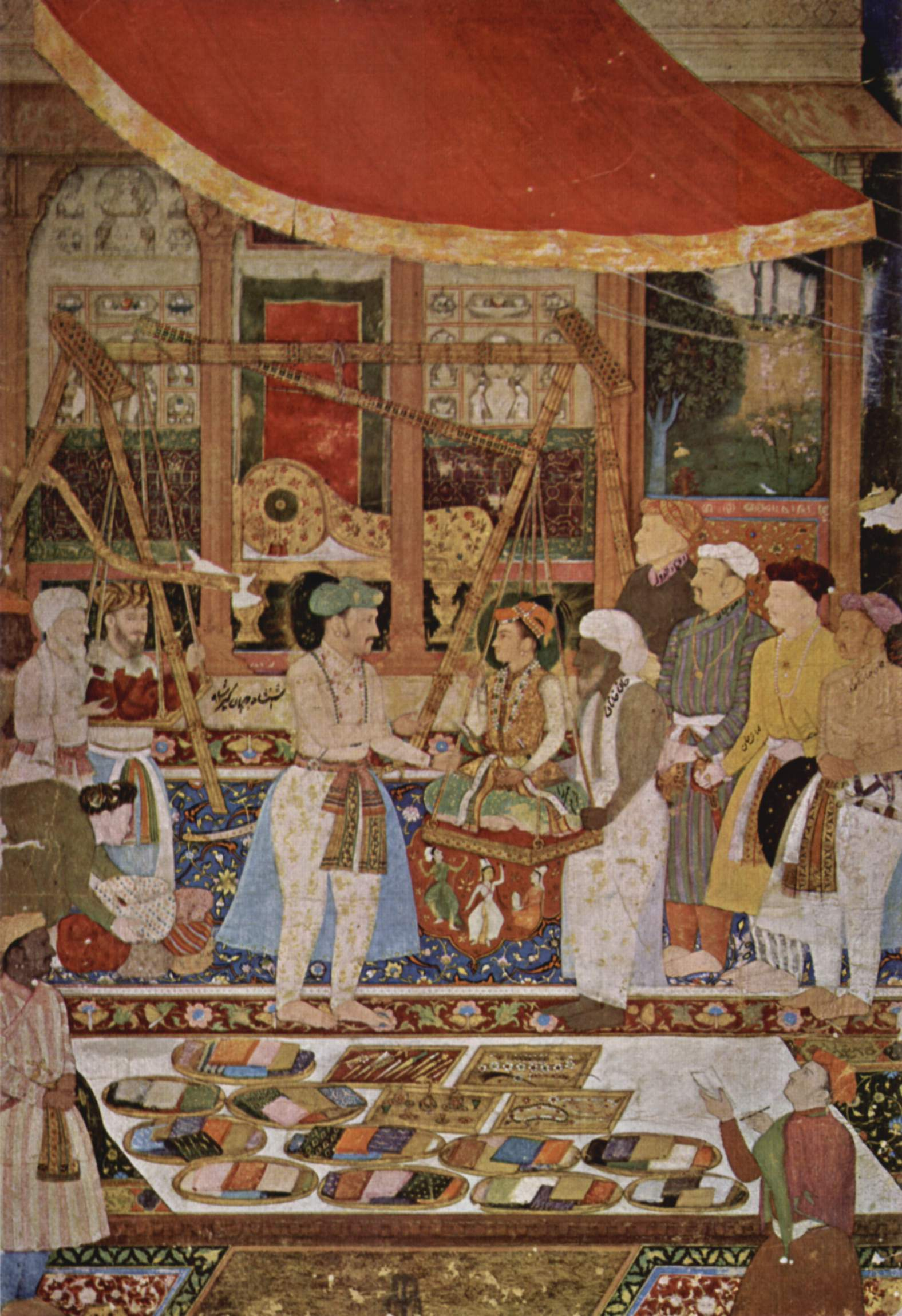
la pesée du prince Khurram par Jahangir, 1615, British Museum

Il est difficile de distinguer les peintures de la fin du règne d'Akbar de celles du début du règne de Jahângîr, d'autant que celui-ci, en rébellion contre son père, possédait son propre atelier à sa cour d'Allahabad. Les artistes comme Basawan poursuivent d'ailleurs un temps leur activité, puis sont remplacés par leurs fils, qu'ils ont eux-mêmes formés.
Dans les portraits, pour lesquels le goût se développe sous Jahângîr, les différentes influences qui marquent toute la peinture moghols sont particulièrement distinguables. Certains sont réalisés à l'iranienne, avec une ligne et une nature idéalisées, sans naturalisme. Parfois, cette influence est teintée des traditions qui l'ont amenées : ainsi certains portraits de type iranien présentent-ils des tons violets ou bruns caractéristiques du Deccan. Ils sont aussi souvent beaucoup plus européanisants, notamment pour ce qui concerne ceux du souverain, qui récupère le nimbe des saints occidentaux -rappelant ainsi l'ancêtre mythique, « né d'un rayon de soleil »-, et d'autres éléments d'iconographie comme les angelots. Dans le portrait de Bichitr « Jahangir préférant un sufi aux rois », conservé à la Freer Gallery de Washington et daté 1615 - 1620, on aperçoit l'empereur sur un sablier, symbole moralisateur occidental, nimbé et tendant à un sufi ses mémoires. Deux petits amours occupent les coins supérieurs de la page, tandis que deux angelots s'activent sur le sablier. Dans les trois souverain représentés dans le coin inférieur gauche, l'un est de type occidental, et a visiblement été copié d'un portrait anglais. Par contre, la marge emplie de fleurs est typiquement moghole, tandis que les cartouches inscrits et la bordure reprennent des modèles persans.
On pourrait aussi citer le portrait miniature (6x6cm) conservé à Boston, datable d'après 1614 (car Jahângîr porte la boucle d'oreille des chishti, une confédération sufie) et qui reprend visiblement la mode des médaillons et des miniatures européennes. À l'inverse, il existe aussi, dans une collection particulière, un portrait de l'empereur de profil, grandeur nature, peint sur toile dans une optique éminemment occidentale.
Autre représentation assez intéressants, celle de « Jahângîr tenant le portait de son père défunt », conservée au musée Guimet, datée vers 1614 et attribuée à Abu'l Hasan et Hashim. Le tissu visible sous le buste du souverain pose le contexte : il se trouve à la jharôka, la fenêtre d'apparition, et tient entre ses mains le portrait d'Akbar, son père et prédécesseur, qui porte lui-même un globe, symbole du pouvoir. Ce portrait marque le sentiment de manque de légitimité qu'éprouve Jahângîr, arrivé au pouvoir après cinq ans de rébellion, et doit se lire comme une sorte de passation de pouvoir.
Les portraits ne sont pas les seules peintures où apparaît Jahângîr : de nombreuses scènes, illustrant les différents moments de sa vie, ont été peintes pour illustrer ses mémoires. On y note la grande maîtrise de la composition propre à la peinture moghole, la sensibilité des représentations, dans le modelé notamment, et le mélange d'influences indiennes, européennes et iraniennes. Parfois, certaines scènes sont réalisées au poncif, et peuvent donc être dupliquées. Les représentations les plus fréquentes sont celles de la naissance de Jahângîr, des scènes de chasse, des apparitions à la jharôka, des visites de Sufi. La peinture de celle rendue à Jadrup, un ascète hindu, est conservée au musée du Louvre et déposée au musée Guimet. La composition, ordonnée par Govardhan, s'organise selon trois plans : la foule en bas, un deuxième plan vide et un troisième plan avec la grotte de l'ermite. À l'arrière s'échappe un paysage européanisant, avec une perspective atmosphérique.
On connaît aussi des représentations sur deux registres montrant, en partie supérieure, l'empereur à sa fenêtre d'apparition et au-dessous, le Christ, visiblement copié d'un tableau occidental et doté d'un nimbe moins grand que celui de l'empereur.
L'empereur se fait également souvent représenter avec ceux qu'il désire honorer, comme Itimad al-Dawla, qui figure sur deux portraits dont un est conservé au Metropolitan Museum of Art de New York, ou encore son épouse et grand amour, Nûr Jahân. Mais tous les portraits ne lui sont pas réservés, bien au contraire. Des personnages de la cour sont fréquemment représentés, comme le prince Khurram (futur Shah Jahân) accompagné de son fils, Dara Sikah, sur une page également au Metropolitan Museum of Art ou encore seul, tenant dans ses mains une attache de turban, symbole de pouvoir.
Govardhan est un des grands maîtres de cette période, qui se plaît autant dans les scènes narratives que dans les portraits. Il est ainsi l'auteur d'une représentation d'Inayad Khan sur son lit de mort, les yeux vitreux, le corps squelettique à cause de sa consommation d'opium, ou encore du double portrait « Shaykh et son serviteur », conservé au musée du Louvre mais déposé à Guimet. Sa série de tableaux d'ascètes est assez célèbre, chacun de ses personnages possédant une vie et des expressions propres. On lui connaît aussi quelques scènes de genre, comme le « cheval fatigué » du musée du Louvre, qui montre un cheval efflanqué avec un grand réalisme, ou encore un « Concert rustique » dans la nature, où l'on remarque le luxe de détails dans la représentation du village et les mains déliées, caractéristiques de ce peintre.
Dernière série d’œuvres qu'il convient de mentionner, ce sont les représentations d'éléments naturels, issus de la faune ou de la flore. Ustad Mansur se spécialise dans les représentations animalières : on lui connaît un dindon (animal arrivé d'occident en 1612), un « écureuil dans un platane », différents types d'oiseaux...

### Shah Jahân: un art plus froid et officiel, annonciateur de la mort de l'art du livre impérial
Les portraits officiels sont nombreux sous Shah Jahân. Le souverain y figure toujours de manière impeccable, dans une attitude assez hiératique et insensible. La touche est assez léchée, et les couleurs riches, à la fois brillantes et pastels. Plusieurs iconographies sont utilisées, à différentes fins. Ainsi, lorsqu'il regarde le sceau royal, sous le portrait de son prédécesseur, il cherche visiblement à marquer sa légitimité, tandis que quand il se fait représenter debout sur un globe, au-dessus d'un lion et d'un mouton paisibles, entouré de petits putti tenant les symboles du pouvoir et une banderole avec un texte panégyrique, il utilise de toute évidence une iconographie occidentale de maître du monde. On peut aussi le voir en défenseur de l'orthodoxie religieuse, dans une page de l'album de Saint-Pétersbourg, conservée à la Freer Gallery et datée 1635. Il lui arrive aussi de se faire portraiturer âgé, ou avec son fils, dans des portraits qui deviennent de plus en plus rigides et formels avec le temps. On note aussi la précision dans le rendu des matières, et notamment des étoffes vaporeuses.
Autre type de portraits régulièrement peints sous son règne, ceux de ses prédécesseurs, depuis Timour jusqu'à Jahângîr via Bâbur, Humayûn et Akbar, avec un goût affirmé pour les passations de pouvoir, qui permettent d'établir la légitimité de la lignée. Les nobles aussi aiment à voir leurs images figurer sur des pages d'albums, ce qui donne lieu à une abondante production pour toute la cour : les fils de l'empereur et les personnages importants, tels Azaf Khan, utilisent ainsi les services du kitab khana.
En ce qui concerne les manuscrits illustrés, le plus beau est sans contestes une copie du Pâdshâh Nâma (« Le Livre de l'empereur ») dont le seul volume existant, conservé à la bibliothèque royale de Windsor, couvre les dix premières années du règne. Copié par Muhammad amin al-Mashhadi en 1656-1657, il contient quarante quatre peintures en plaines page. Une douzaine d'autres semblent avoir été préparées pour un volume suivant, dont la réalisation a été stoppée par la fin du règne en 1648. Il contient des scènes très officielles : présentation à la jharôka, scènes de darbar (conseil), processions, prise de Kandahar... Selon Sheila Blair et Jonathan Bloom, ce codex peut être considéré comme le dernier grand manuscrit réalisé pour un empereur moghol.

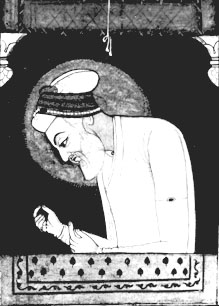
Portrait d'Aurangzeb

D'autres productions doivent être mentionnées, comme les paysages nocturnes avec influence européenne qui se développent à cette période, ou encore les représentations minutieuses de la flore, en pleine page ou en marge. Celles-ci sont en général très naturalistes, précisément représentées, comme dans un herbier. Enfin, il ne faut pas oublier la grande place que tient toujours l'enluminure, notamment au travers des Shamsa qui décorent certains albums et manuscrits
Sous Aurangzeb, l'activité de l'atelier de peinture périclite rapidement, les peintres se disséminant dans les cours provinciales. Ceux qui restent à la cour ne produisent plus que des portraits sans vie, simplifiés jusqu'à la proclamation d'un édit interdisant définitivement musique et peinture à la cour en 1680. Les petites cours de province prennent donc le relais, mais ne peuvent soutenir une production aussi importante que celle de la cour moghole, tant sur le plan de la qualité que de la quantité. Une production commerciale se développe, en direction des pays d'Islam et de l'Europe.